# Exocora
Exocora es un género de arañas araneomorfas de la familia Linyphiidae. Se encuentra en Sudamérica.

## Lista de especies
Según The World Spider Catalog 12.0:
- Exocora pallida Millidge, 1991
- Exocora proba Millidge, 1991